# Drugovo
Drugovo (Macedonisch: Другово) is een voormalige gemeente in Noord-Macedonië.
Drugovo telde 3249 inwoners in 2002. De oppervlakte bedroeg 383,24 km², de bevolkingsdichtheid is 8,5 inwoners per km².
In 2013 werd de gemeente opgeheven en opgenomen in de gemeente Kičevo.

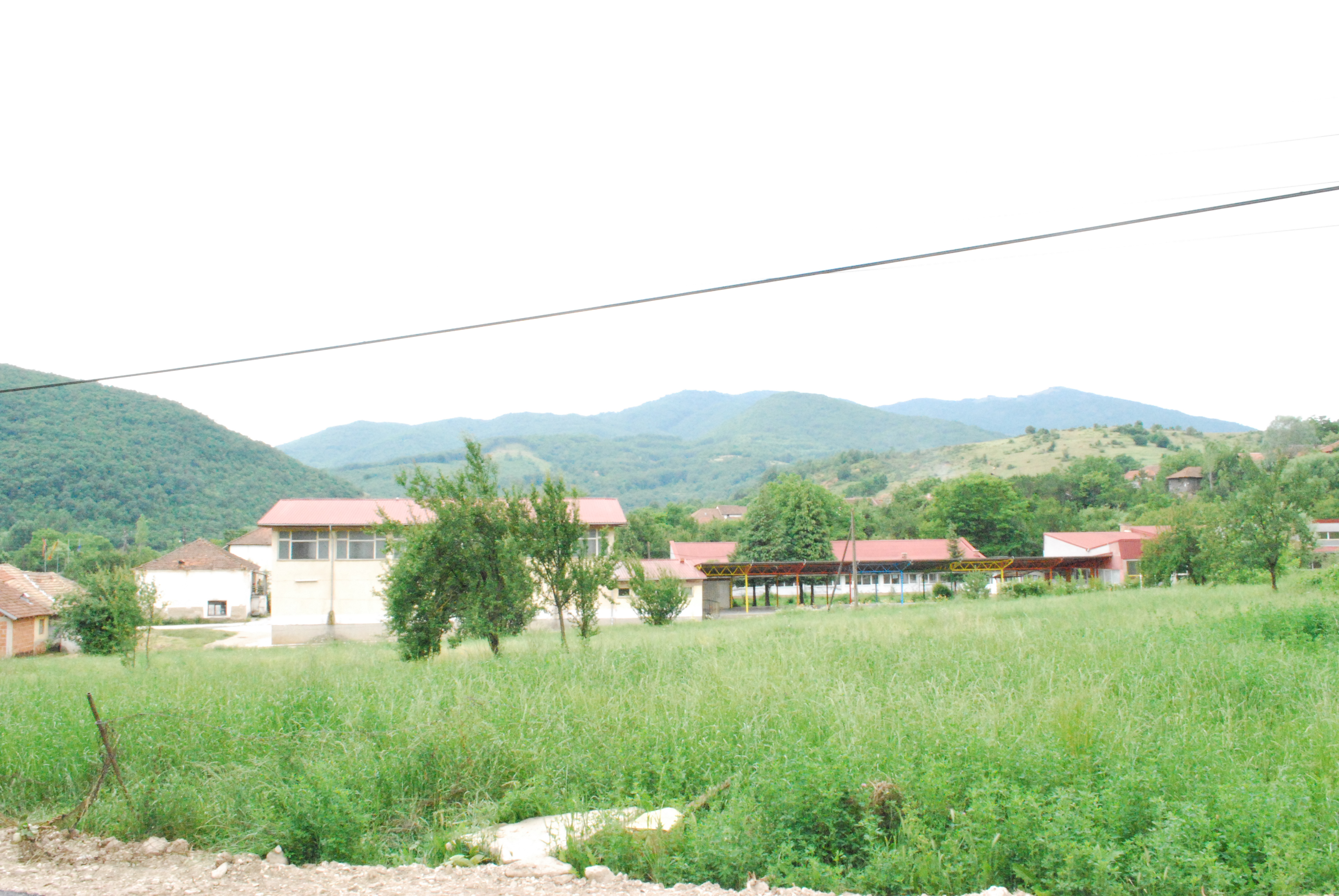
Drugovo